# Кубрат (город)
Кубрат (болг. Кубрат) — город в Болгарии. Находится в Разградской области, входит в общину Кубрат. Население составляет 6912 человек (2022).

## Политическая ситуация
Кмет (мэр) общины Кубрат —  Ремзи  Халилов Юсеинов Движение за права и свободы (ДПС) по результатам выборов в правление общины.

## Международные отношения
Кубрат  является городом-побратимом с городом  Мценск, Россия (1980)